# Derrick Alston Jr.
Derrick Samuel Alston Jr.  (Houston, Texas, 17 de septiembre de 1997) es un baloncestista estadounidense que pertenece a la plantilla del Virtus Bolonia de la Lega Basket Serie A. Con 2,06 metros de estatura, juega en la posición de ala-pívot. Es hijo del que fuera también baloncestista profesional Derrick Alston.

## Trayectoria deportiva

### Universidad
Es hijo del exjugador Derrick Alston, un ala-pívot formado en la Strake Jesuit College Preparatory de su ciudad natal, antes de ingresar en 2017 en la Universidad Estatal de Boise, situada en Boise (Idaho), para jugar durante cuatro temporadas con los Boise State Broncos, desde 2014 a 2021.

### Profesional
Tras no ser elegido en el Draft de la NBA de 2021, Alston se unió a los Golden State Warriors para disputar la liga de verano de la NBA. 
El 13 de septiembre de 2021 firmó con Utah Jazz, pero fue cortado antes del comienzo de la temporada. En octubre de 2021, Alston se unió a Salt Lake City Stars como jugador afiliado para disputar la NBA G League.
En julio de 2022, Alston se unió a los Dallas Mavericks para disputar la Liga de Verano de la NBA.
El 15 de agosto de 2022, firmó con los Rostock Seawolves de la Basketball Bundesliga de Alemania.
El 5 de julio de 2024, firma por el Bàsquet Manresa de la Liga Endesa. 